# Let Go (Avril Lavigne)
Let Go is het debuutalbum van zangeres Avril Lavigne, dat uitkwam op 4 juni 2002. Het was zeer succesvol, met zes keer platina in de Verenigde Staten, zeven keer in Australië, vier keer in Nieuw-Zeeland en één keer in Japan. In Canada kreeg het een Diamanten album omdat het meer dan 1 miljoen keer was verkocht in minder dan een jaar (11 maanden). Tot op heden is Let Go wereldwijd meer dan 16 miljoen keer verkocht.
Op 3 juni 2022 werd er een geremasterde versie uitgegeven van het album ter ere van het 20-jarig bestaan. Aan deze editie zijn zes nummers toegevoegd, waaronder vier nummers die eerder gebruikt werden op singles en soundtrack albums. Het nummer "Why" is geremixt. "Make Up" was voorheen enkel verschenen op een promotiealbum en niet beschikbaar voor het brede publiek. Ook is er een nieuw opgenomen versie van "Breakaway" toegevoegd, een nummer dat een hit werd voor Kelly Clarkson maar dat origineel werd geschreven en opgenomen door Lavigne.

## Tracklist
1. Losing Grip
2. Complicated
3. Sk8er Boi
4. I'm with You
5. Mobile
6. Unwanted
7. Tomorrow
8. Anything But Ordinary
9. Things I'll Never Say
10. My World
11. Nobody's Fool
12. Too Much To Ask
13. Naked

### 20th anniversary edition
1. Why
2. Get Over It
3. Breakaway
4. Falling Down
5. I Don't Give
6. Make Up